# Liste d'idées reçues
Cette liste d'idées reçues recense les idées reçues de diverses sources et auteurs qui les ont mentionnées comme telles.

## Arts

### Arts culinaires
- Ajouter de l’huile aux pâtes lors de la cuisson ne les empêche pas de coller ; l’huile est une substance hydrophobique, donc insoluble[1], qui flotte à la surface de l’eau. Les pâtes n’entrent donc pas en contact avec l’huile. Elle peut cependant se déposer sur les pâtes pendant l’égouttage, bien que ceci empêche par la suite la sauce d’y adhérer[2]. La raison principale d’ajouter de l’huile est que cela empêche l’eau de déborder ou de former de l’écume[3].
- Contrairement à une idée reçue, la cuisson d'un repas ne fait pas complètement disparaitre l'alcool ajouté pendant la préparation. Une étude du département de l'Agriculture des États-Unis a montré qu’une partie de l’alcool reste présente : 25 % après une heure, 10 % après deux heures. Le taux d'alcool présent à la fin de la cuisson varie selon le temps de cuisson et la façon de cuisiner[4],[5].
- La consommation de caféine ne gêne pas toujours l'endormissement[6]. Cependant elle peut diminuer la durée du sommeil et augmenter la durée des éveils nocturnes. En fonction de certains paramètres, comme l'heure de la dernière prise et la sensibilité individuelle de la personne à la caféine (déterminée en partie par le patrimoine génétique), la caféine peut également perturber la qualité du sommeil[7].

### Littérature
- Frankenstein n'est pas le nom de la créature dans le roman Frankenstein ou Le Prométhée moderne de Mary Shelley. Il s'agit du nom de famille du créateur du monstre, Victor Frankenstein. De plus, dans le roman Victor Frankenstein était un étudiant en médecine et non un docteur[8].

- La célèbre réplique attribuée à Sherlock Holmes « Élémentaire mon cher Watson » n'a été prononcée dans aucune des histoires écrites par Arthur Conan Doyle[9]. Il dit en revanche « mon cher Watson » ou « élémentaire » séparément en plusieurs occasions[10]. Le premier usage de cette phrase remonte à 1929, dans le film Le Retour de Sherlock Holmes[11].

- La phrase attribuée à Voltaire : « Je ne suis pas d’accord avec ce que vous dites, mais je me battrai jusqu’à la mort pour que vous ayez le droit de le dire », n'a pas été écrite par lui. Elle apparaît dans l'ouvrage The Friends of Voltaire, de l’auteur britannique Evelyn Beatrice Hall qui pensait résumer ainsi sa posture ; mais, à cause de guillemets maladroitement utilisés par Evelyn Hall, on a interprété l'attribution de cette déclaration à Voltaire[12].

### Musique
- La mélodie Ah ! vous dirai-je, maman n’a pas été composée par Wolfgang Amadeus Mozart, mais est celle d'une chanson populaire française du XVIIIe siècle ; Mozart a cependant contribué à la populariser à travers les Douze variations qu'elle lui a inspirées[13].
- Le célèbre Adagio d'Albinoni n'a pas été composé au XVIIIe siècle par Tomaso Albinoni, mais en 1945 par le musicologue Remo Giazotto, dans le style d'Albinoni et à partir d'éléments laissés par celui-ci[14].
- Bien qu'historiquement le clavecin ait effectivement décliné au profit du piano-forte (devenu le piano), il n'est pas son ancêtre[15] : ces deux instruments ne sont pas de la même famille[16],[17]. Le clavicorde, contemporain du clavecin mais appartenant à la famille des instruments à cordes frappées, l'est plus volontiers[17].
- La « Valse minute » prend, en moyenne, deux minutes à jouer telle qu'elle a été écrite à l'origine[18]. Son nom vient de l'adjectif minute qui signifie « petit », et non du nom orthographié de la même façon (en)[19].

## Corps humain et santé

### Divers
- Réveiller un somnambule n'est pas dangereux. Bien qu'il puisse être désorienté et perdu pendant un court instant après son réveil cela ne lui cause pas plus de mal. En revanche, un somnambule peut facilement se blesser en trébuchant sur un objet ou en perdant l'équilibre. Ces blessures sont courantes chez les somnambules[20],[21].
- Le sang est toujours de couleur rouge, jamais bleue, même lorsqu'il circule dans les veines. En observant les veines au travers des peaux claires, le sang paraît bleu mais cela est dû à la peau qui agit comme un filtre, ne laissant passer que le bleu[22].
- L’eau oxygénée n’est pas un désinfectant ou antiseptique adapté au traitement des plaies[23],[24]. Bien qu’il soit un agent de nettoyage efficace, il ne réduit pas les infections bactériennes. En outre, son application peut entraver la guérison des plaies et entraîner des cicatrices, car il détruit les cellules de peau nouvellement formées.
- Exposé au vide ou à un accident de décompression le corps humain n'explose pas et les fluides corporels ne se mettent pas à bouillir[25].
- La longueur cumulée des capillaires sanguins est approximativement de 9 000 à 19 000 km[26] (et non pas 100 000 kilomètres comme il est souvent écrit[27]).

### Cerveau
- Les êtres humains n'utilisent pas que 10 % de leur cerveau. Bien qu'il soit vrai que tous les neurones ne soient pas actifs en même temps lors de l’exécution d'une tâche donnée, les neurones inactifs ne sont pas inutiles car chaque zone du cerveau a une fonction connue[28],[29]. Certaines découvertes des neurosciences (comme le ratio élevé cellules gliales/neurones) ont été incorrectement interprétées comme appuyant ce mythe[30].

- Il n'existe aucune relation entre vaccination et autisme, comme démontré par plusieurs publications[31]. Cette idée reçue s'explique en partie par des données frauduleuses publiées dans le Lancet par Andrew Wakefield et reprises à leur compte par des personnalités actives médiatiquement comme Jenny McCarthy.
- Les fonctions cognitives du cerveau ne sont pas distinctement réparties dans les hémisphères cérébraux gauches et droits, malgré la médiatisation d'une supposée asymétrie cérébrale totale. Si certaines fonctions comme la parole ou le langage (aire de Broca et aire de Wernicke) ont tendance à activer un hémisphère plus que l’autre, d’autres capacités telles que le contrôle moteur, la mémoire et le raisonnement sont traitées à parts égales par les deux hémisphères. De plus, si un hémisphère est endommagé à un âge précoce, la plasticité neuronale permet de recouvrer ces fonctions en partie ou en totalité par l’autre hémisphère.
- Le cerveau humain crée continuellement de nouveaux neurones[32], nous ne naissons pas avec un nombre fixe et limité de cellules nerveuses. La neurogenèse continue chez l'adulte tout au long de sa vie et pourrait jouer un rôle fonctionnel dans la plasticité neuronale du cerveau[33].

### Langue
- Il est inutile d'attraper la langue d'un être humain victime d'une syncope, pour l'empêcher d'avaler celle-ci. En effet, il est impossible d'avaler sa propre langue. Il est en revanche possible de se mordre la langue au cours d'une crise d'épilepsie tonico-clonique, mais il est inutile d'essayer d'intervenir, le patient contracturant de manière invincible sa mâchoire. Les cas de glossoptose répertoriés ont pour origine soit une malformation de naissance (Syndrome de Pierre Robin), soit une fracture parasymphysaire bilatérale de la mandibule[34].

### Maladies
- Faire craquer ses articulations ou faire de l'exercice tout en étant en bonne santé ne cause pas d’arthrite[35],[36].
- La position de Trendelenburg, qui consiste à allonger le malade sur le dos avec les pieds surélevés, ne traite pas l’hypotension ou les états de choc, et peut au contraire être dangereuse[37].

### Nutrition, nourriture et boissons
- L'alcool ne réchauffe pas le corps[38],[39],[40]. Les boissons alcoolisées causent une sensation de chaleur car elles dilatent les vaisseaux sanguins et stimulent les terminaisons nerveuses à la surface de la peau par un apport de sang chaud. Ce qui peut causer une baisse de la température interne en favorisant l'échange thermique entre le corps et un environnement extérieur froid[41].
- L'alcool ne tue pas obligatoirement les cellules nerveuses[42]. Cependant, l'alcool peut indirectement causer la mort des cellules nerveuses de deux façons :

1. chez les gros consommateurs dont le cerveau s'est adapté aux effets de l'alcool, un sevrage brutal peut causer de l'excitotoxicité entraînant la mort de cellules nerveuses dans de multiples zones du cerveau[43] ;
2. chez les alcooliques qui obtiennent l'essentiel de leur calories quotidiennes par la consommation d'alcool, une carence en thiamine peut causer des lésions cérébrales entraînant un syndrome de Korsakoff[44].

- L'alcool ne s'évapore pas totalement avec la cuisson. Bien que la bière soit utilisée dans certaines recettes traditionnelles comme le welsh ou la carbonade flamande pour leur donner du goût, il est donc déconseillé de les partager avec des enfants ou des femmes enceintes[45].
- Boire un verre de vin par jour n'est pas bon pour la santé[46].
- Les champs de canne à sucre (Saccharum officinarum) ne sont pas incendiés avant récolte pour augmenter leur taux de sucre, mais pour chasser les serpents venimeux et faciliter le travail de coupe (homme ou machine)[47].
- L'épinard n'est pas la meilleure source de fer alimentaire. En tant que légume vert, il est certes riche en fer et autres nutriments mais la grande quantité d'oxalate qu'il contient inhibe l'assimilation du fer[48]. Le taux de fer de l'épinard a été grandement surévalué au XIXe siècle. Cependant, le taux exact fut connu dès 1892 et les erreurs précédentes expliquées dès 1907. L'origine du mythe de l'épinard comme meilleure source de fer reste inconnue[49],[50].
- Les légumes surgelés ne sont pas moins bons pour la santé que les légumes frais[51].
- Il n'est pas obligatoire de jeter un oignon qui a germé. Un oignon germé est un oignon qui a poussé et qui reste comestible, contrairement à un oignon flétri ou pourri[52].
- Le thé n’hydrate pas mieux que l'eau, voire déshydrate. Lorsque l’on boit du thé, on boit certes de l’eau, mais aussi de la théine, qui déshydrate[51].
- Manger au goûter n'est pas réservé aux enfants. Les nutritionnistes recommandent de manger lorsque l'on a faim[51].

#### Féculents
- Il n'est pas déconseillé de manger des féculents le soir[51].
- Les féculents ne font pas grossir, sauf s'ils sont consommés avec excès[53],[54].

### Peau et cheveux
- Les cheveux et les ongles ne continuent pas à pousser après la mort d'une personne. Après la mort, la peau se dessèche et se rétracte autour de la base des cheveux et des ongles, donnant l'apparence d'une croissance[55].
- Les poils ne repoussent pas plus drus après avoir été rasés[56].
- Retirer les cheveux blancs n'en fait pas apparaître davantage. Chaque follicule pileux ne contenant qu'un seul poil, un cheveu coupé ou arraché ne peut pas se multiplier en repoussant. Couper ou conserver les cheveux blancs ne cause ni accélération ni ralentissement du processus de blanchiment de la chevelure[57].

### Piqures
- Uriner sur une piqure de méduse ne permet pas de soulager la douleur. Cette croyance, popularisée notamment par la série Friends, n’a été confirmée par aucune étude médicale, l’urine pouvant même aggraver la douleur dans certains cas. Il est plutôt conseillé de rincer abondamment avec de l’eau de mer, puis enlever les filaments urticants collés à la peau en mettant du sable sur la plaie puis en grattant délicatement avec un carton rigide[58],[59].

### Sens

Une carte de la langue erronée, affichant les saveurs amères (1), acides (2), sucrées (3) et salées (4). En réalité, toutes les zones ressentent les différentes saveurs.

- Différentes saveurs peuvent être perçues sur toutes les parties de la langue par les papilles gustatives[60], avec des sensibilités légèrement amplifiées à certains endroits selon les individus, contrairement à la croyance populaire selon laquelle chaque goût ne correspond qu'à une zone spécifique de la langue[61]. La carte de la langue originale est issue d'une erreur de traduction d'une thèse allemande d'Edwin Boring datée de 1902[62]. De plus, il n'y a pas quatre mais cinq saveurs primaires. En complément du sucré, salé, amer et acide, les humains perçoivent également l'umami[63],[64],[65].
- Les êtres humains possèdent plus de cinq sens. Bien que les définitions diffèrent, leur vrai nombre varie de neuf à plus de vingt. En plus de l'ouïe, la vue, l'odorat, le toucher et le goût (sens identifiés par Aristote), les humains ressentent l'équilibre et l'accélération (équilibrioception), la douleur (nociception), la perception de son corps et de ses membres (proprioception ou kinesthésie) et la température relative (thermoception)[66]. D'autres sens parfois identifiés sont la perception du temps, le sens de l'orientation, la pression, la démangeaison, la faim, la soif, l'appétit, le besoin d'uriner, de déféquer et le niveau de dioxyde de carbone dans le sang[67],[68].

### Sexualité
- Il n'existe pas de preuve physiologique démontrant que faire l'amour avant un évènement sportif est pénalisant au niveau des performances[69]. Il a même été suggéré que le sexe pouvait faire augmenter le taux de testostérone chez les hommes, ce qui pourrait potentiellement améliorer leurs performances[70].

## Droit
- Les ambassades et consulats ne sont pas considérés comme faisant partie du territoire national du pays qu'ils représentent. L'extraterritorialité des ambassades est une fiction juridique abandonnée au XIXe siècle. L'inviolabilité des ambassades est garantie par l'article 22 de la Convention de Vienne sur les relations diplomatiques. Les agents de l'État hôte n'ont pas le droit d'y pénétrer sans l'accord du chef de la mission diplomatique[71],[72].

## Économie
- Le nom Adidas ne veut pas dire All day I dream about sports, All day I dream about soccer ou All day I dream about sex. Le nom est un acronyme du fondateur de la marque Adolf Dassler, dit « Adi ». Ces rétroacronymes sont des blagues diffusées en 1978 et 1981[73],[74],[75].

## Expressions et linguistique
- Il n'y a pas un nombre élevé de mots esquimaux pour désigner la neige ; c'est une mauvaise interprétation des théories de Franz Boas, qui notait que les esquimaux avaient de nombreux mots pour désigner des concepts liés à la neige.

## Histoire

### De l'Antiquité à l'époque moderne
- Lorsqu'Hérodote écrit que « l'Égypte est un don du Nil », il parle en fait uniquement de la région du delta qui a été gagnée sur la Méditerranée grâce aux alluvions chariées par le fleuve[76].
- Jules César n'a jamais été empereur de Rome ; il a été (entre autres) proconsul, consul, grand prêtre (pontifex maximus) et dictateur (fonction particulière de la république romaine). À sa mort, il lui sera attribué le titre d'imperator, que la république accordait à certains généraux victorieux[77].
- Il est faux de dire que l'Église catholique romaine aurait étouffé la recherche scientifique durant la période du Moyen Âge. Cette idée reçue vient en partie d'un amalgame assez courant[78], fait entre les « savants » (on dirait aujourd'hui : les scientifiques), et les « lettrés » (on dirait aujourd'hui : les intellectuels). En réalité, une grande partie des avancées de cette période dans le domaine des sciences sont le fait de moines, de frères et de prêtres catholiques, voire de papes (Jean XXI, Sylvestre II). En fait, sur l'ensemble de cette période historique, la hiérarchie catholique (Curie romaine, archevêques, évêques...) a surtout veillé à ce qu'aucune « déviance » ne vienne infléchir les fondamentaux de la théologie[79], strictement codifiés lors du Concile de Nicée. C'est pourquoi ce furent surtout les philosophes (aristotéliciens, puis averroïstes latins), qui tendaient à prôner le « raisonnement par soi-même » (ratio rationalis), qui eurent à subir les foudres de l'Index[79] — voire de l'excommunication —, et non pas les érudits œuvrant dans les domaines scientifiques.

- La classification de la période entre le déclin de l'Empire romain d'Occident et la Renaissance en tant qu'Âge sombre, après avoir été la position dominante dans l'historiographie des XVIIe, XVIIIe et XIXe siècles, est aujourd'hui rejetée par la plupart des historiens modernes[80],[81],[82]. Durant le Haut Moyen Âge, des avancées significatives ont été faites dans les domaines de la littérature et de l'éducation (en particulier durant la période de la Renaissance carolingienne). Ces avancées incluent la création des premières universités modernes (Bologne dès 1088, Oxford en 1096, la Sorbonne en 1215, etc.).

- Les Terreurs de l'an mille sont une légende de la Renaissance du XVIe siècle, façonnée sur la base d'une chronologie de Sigebert de Gembloux (XIIe siècle). En 1602, le cardinal Baronius ouvre le XIe volume de ses Annales ecclésiastiques ainsi : « Le nouveau siècle commence. Débute la première année après le millenium. On devait arriver selon les affirmations vaines à la fin du monde… Ces affirmations furent professées en Gaule et premièrement prêchées à Paris et de là accréditées par beaucoup ; acceptées par les hommes simples avec peur, par les doctes comme improbables »[83]. Il n'y a pas eu, dans les années autour de l'an mille, de panique collective. Au contraire, ces années sont une période de stabilité et de prospérité[84].

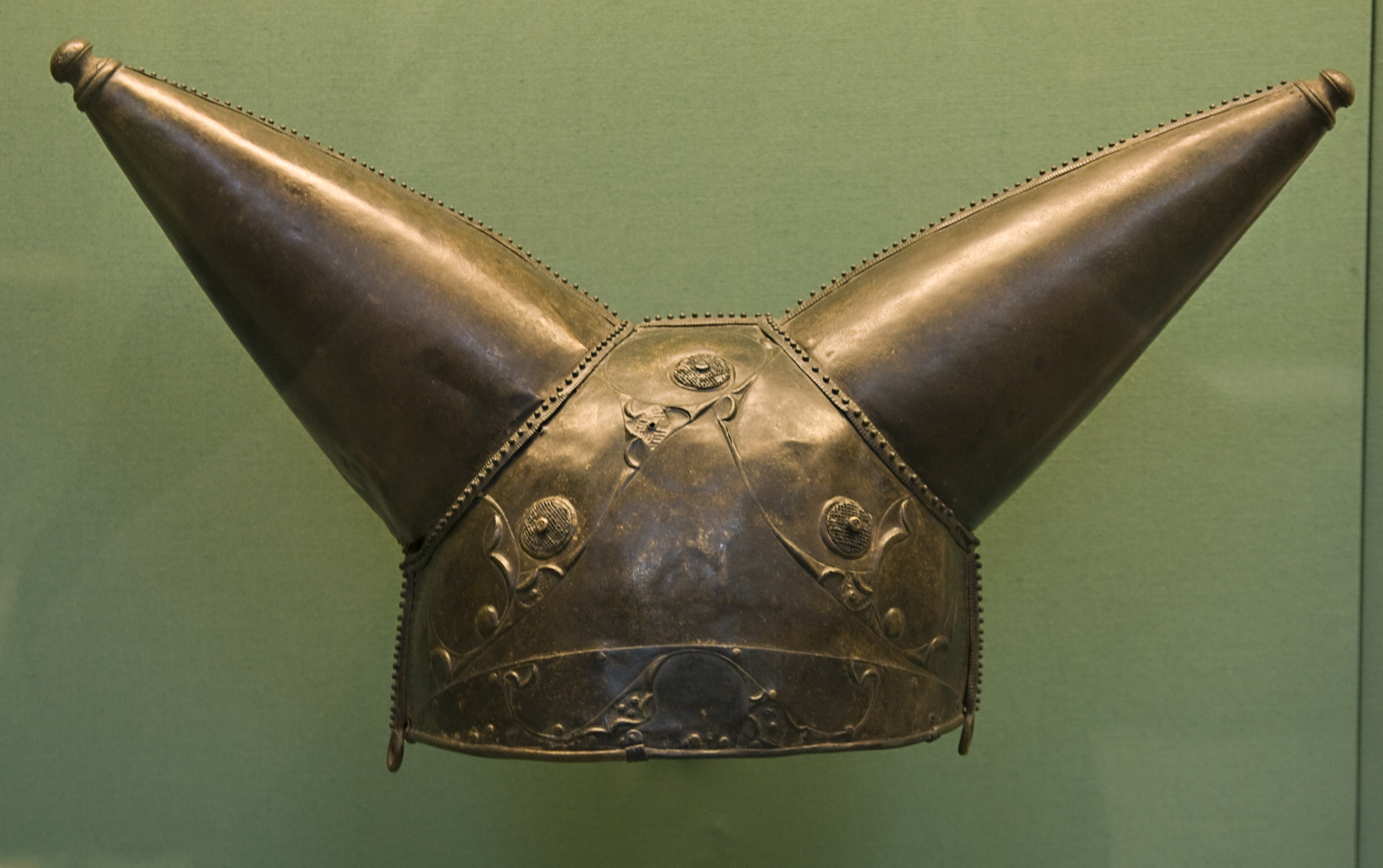
Casque celte d'apparat, datant de l'âge du fer (Casque Waterloo).

- Les Vikings ne portaient pas de casques à cornes[85], à l'exception des demandes en mariage pour montrer leur richesse, et des grandes cérémonies[86]. L'image du Viking portant un casque à cornes est inspirée de la scénographie d'une mise en scène datant de 1876 de L'anneau du Nibelung, l'opéra de Richard Wagner[87].
- Le droit de cuissage, qui aurait permis à un seigneur d'avoir des relations sexuelles avec l'épouse d'un vassal ou d'un serf la première nuit de ses noces, est un mythe. Nul n'a jamais retrouvé mention de cet usage dans le droit positif français, ni dans les coutumes de France, ni dans les archives publiques du contentieux civil ni fiscal[88],[89]
- Galilée n'a pas été condamné à mort parce qu'il soutenait que la Terre était ronde. D'abord, il n'a pas été condamné à mort, mais assigné à résidence dans sa propriété près de Florence, où il a terminé ses jours. Ensuite, il ne soutenait pas que la Terre était ronde, ce que l'on savait depuis l'Antiquité et pendant tout le Moyen Âge, mais que la Terre était en mouvement, autour du Soleil et autour d'elle-même[1].

### Histoire contemporaine
- L'École polytechnique en France n'a pas été fondée par Napoléon : l'École polytechnique a en réalité été fondée avant l'arrivée au pouvoir de Napoléon Bonaparte. Elle a été créée en 1794 sous le nom d'École centrale des Travaux publics, pendant la période révolutionnaire[90]. Cette création s'inscrivait dans un contexte plus large de réforme du système éducatif français.
- Le coup de Jarnac est un coup loyal (et non une traîtrise)[91].
- Marie-Antoinette d'Autriche n'est pas à l'origine de la boutade cynique : « S’ils n’ont pas de pain, qu'ils mangent de la brioche ! ». On lui a attribué cette phrase en 1789 alors qu’elle figure dans le Livre VI des Confessions de Jean-Jacques Rousseau, publié en 1782[92],[93]. Personne n'attribua la boutade à Marie-Antoinette à l'époque, les partisans de la Révolution compris[94].
- Le phénomène de colonisation n'est ni exclusif à l'Occident, ni de naissance contemporaine. L'Antiquité a par exemple connu la colonisation grecque ; le haut Moyen Âge, la conquête musulmane du Maghreb[95].
- Napoléon Bonaparte ne compensait pas sa petite taille par une soif de pouvoir, de guerres et de conquêtes. Napoléon était en réalité de taille moyenne pour son époque, lors de son autopsie on mesura sa taille qui était de 5 pieds, 2 pouces, 4 lignes (de France), ce qui correspond à environ 1 mètre 69[96]. Napoléon était souvent vu aux côtés des hommes de sa Garde impériale, sélectionnés pour leur grande taille, ce qui aurait pu contribuer à la perception de lui comme d'un individu de petite taille. Une autre source d'erreur pourrait provenir de la propagande britannique qui aurait tenté de répandre des rumeurs infondées sur la petite taille de l'Empereur[97]. Une confusion entre les unités de mesures anglaises et françaises a pu contribuer à cette légende, une taille de 5 pieds (anglais) et 2 pouces (anglais) équivalant à 1 mètre 58[98],[99].
- Durant l'invasion de la Pologne par l'Allemagne en 1939, la cavalerie polonaise n'a jamais attaqué les Panzer allemands à la lance. Cette légende a été fabriquée par la propagande nazie pour démontrer la supériorité technique des Allemands[100]. L'origine de cette légende semble être la charge de Krojanty, durant laquelle une brigade de cavalerie polonaise a surpris une unité d'infanterie allemande à découvert et a chargé au sabre avant d'être repoussée par des automitrailleuses. Bien que la cavalerie polonaise disposât de sabres pour de telles occasions, ses soldats étaient entraînés en tant qu'unité d'infanterie et disposaient d'armes antichars[101],[102].
- Albert Einstein n'a jamais eu de difficultés en mathématiques à l'école[103]. Après avoir vu un article prétendant cela, il a déclaré qu'avant l'âge de 15 ans il maîtrisait déjà le calcul intégral et le calcul différentiel[104],[105].
- John F. Kennedy n’a pas commis de faute grammaticale en prononçant les mots « Ich bin ein Berliner ». Selon une interprétation erronée, la phrase correcte serait « Ich bin Berliner », car « Ich bin ein Berliner » signifierait « je suis un Berliner », soit une boule de Berlin, c’est-à-dire un beignet. En réalité, les deux formes sont parfaitement correctes[106], et même si la phrase « Ich bin Berliner » est plus fréquente, elle aurait été étrange de la part de Kennedy, qui parlait au sens figuré ; « Ich bin Berliner » aurait donné l’impression qu’il se présentait comme véritablement originaire de Berlin[107].
- L’image populaire du père Noël en habit rouge n’a pas été créée par Coca-Cola. Il a d’abord été dessiné par Thomas Nast en 1863, à l'origine en monochrome, puis dans un habit de fourrure de couleur brune. Plusieurs colorations anonymes de ses dessins, vertes, rouges ou bleues, ont commencé à émerger, jusqu’à ce que le rouge devienne majoritaire. Lorsque Coca-Cola commença à l’utiliser dans les années 1930, son image était déjà courante dans les médias et la culture populaire[108],[109].

## Religion

### Bible
- Le fruit défendu mentionné dans le livre de la Genèse est communément supposé être une pomme[110], et est largement représenté en tant que tel dans l’art occidental. Cependant, la Bible ne précise pas de quel fruit il s’agit. Les textes hébreux originaux mentionnent seulement un arbre et un fruit. Les premières traductions latines utilisent le mot mali, qui peut être traduit à la fois par mauvais et pomme. À partir du XIIe siècle, les artistes allemands et français représentent couramment le fruit comme une pomme[111]. Des érudits juifs ont suggéré que le fruit aurait pu être une grappe de raisin, une figue, du blé, ou un etrog[111],[112].
- Le péché originel ne désigne pas l'acte sexuel mais le désir de la femme et de l'homme d'être « comme des dieux », à l'égal de leur créateur. Ce désir se manifeste en mangeant le fruit défendu (habituellement représenté par une pomme)[112].

### Christianisme
- Il est faux de dire qu'un concile ait mis en discussion l'existence d'une âme chez les femmes[113].

- Jésus-Christ n'est pas né un 25 décembre[114],[115]. La Bible ne fait jamais référence au fait que Jésus soit né un 25 décembre ; elle indiquerait plutôt une date proche de septembre, voire du printemps selon certaines interprétations[116]. Le choix de la date du 25 décembre est attribué au pape Jules Ier, en l'an 350, il déclara le 25 décembre date officielle de la célébration[117]. Cette date a pu être choisie pour correspondre au jour situé exactement 9 mois après l’Annonciation, au solstice d’hiver du calendrier romain, ou encore coïncider avec d’anciens festivals hivernaux[116].

- L'immaculée conception ne se rapporte pas à la virginité de Marie, mais au fait qu'elle est née exempte du péché originel[118].

## Sciences

### Astronomie
- La Grande Muraille de Chine n'est pas visible à l'œil nu depuis la Lune[119],[120], la largeur de la muraille de Chine étant beaucoup trop petite[121] (voir la muraille de Chine depuis la Lune équivaut à regarder un cheveu de 20 cm d'une distance de 13 km) ; même les autoroutes, beaucoup plus larges que la Grande Muraille, ne sont pas visibles de la Lune. La muraille est trop étroite pour être visible à l’œil nu, même depuis une orbite basse.

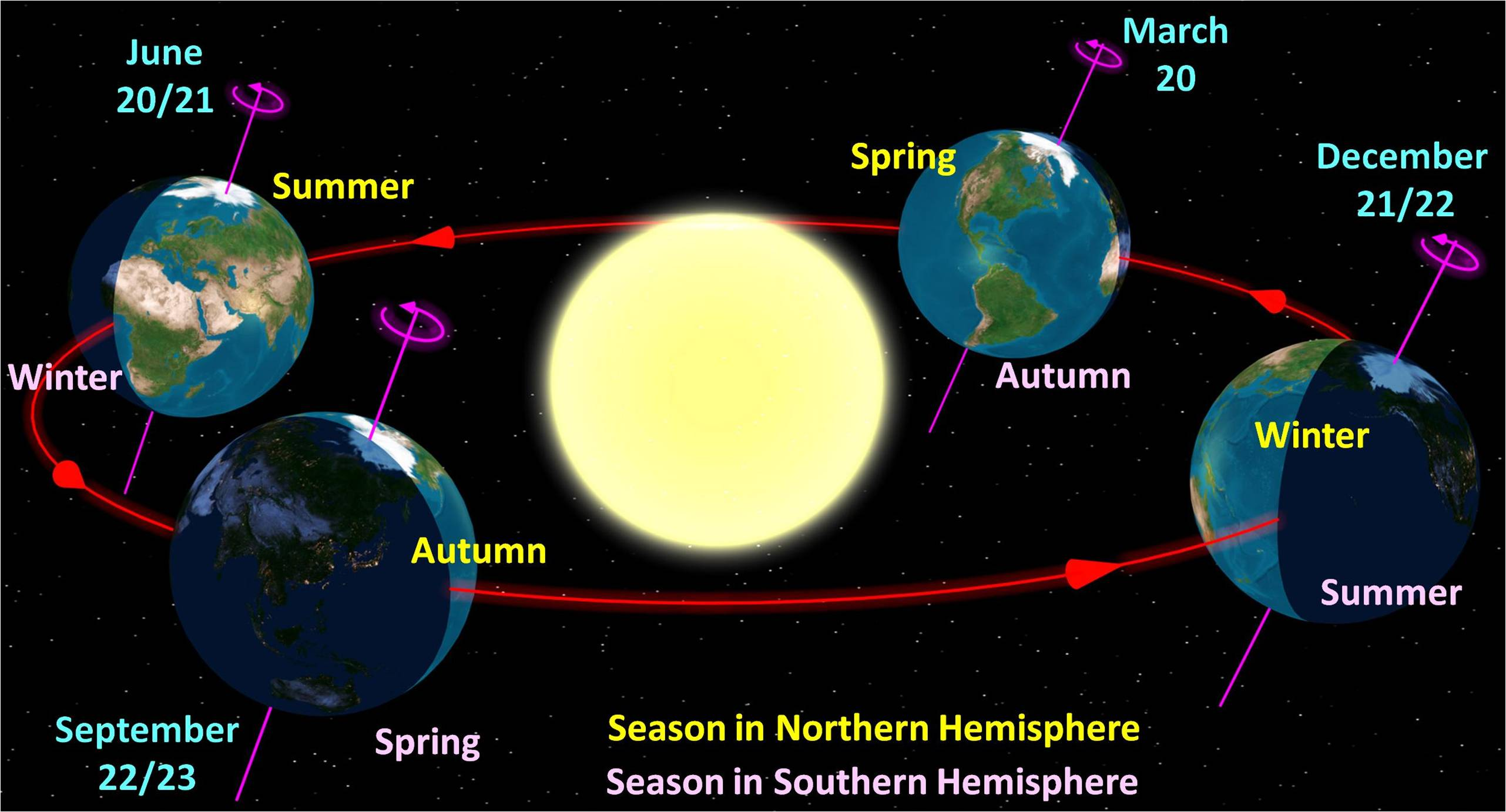
Alternance des saisons dans l'hémisphère nord.

- Les saisons ne sont pas causées par une variation de la distance Terre-Soleil où la Terre serait plus proche du Soleil en été qu'en hiver[122]. En fait, l'été de l'hémisphère nord est le moment où la Terre est le plus loin du Soleil. L'alternance des saisons est due au fait que la Terre est inclinée sur son axe de 23,4°. La combinaison de cette inclinaison et de la révolution de la Terre autour du Soleil influe sur le niveau d'ensoleillement. Lorsqu'une zone de la surface terrestre est perpendiculaire par rapport au rayonnement solaire, elle reçoit plus de radiations et la température augmente. En juillet l'hémisphère nord est incliné vers le Soleil, ce qui donne des jours plus longs et un ensoleillement plus direct ; en janvier l'inclinaison expose moins l'hémisphère nord ce qui donne des jours plus courts et un ensoleillement moins direct. Dans l'hémisphère sud les saisons sont inversées car il est incliné vers le Soleil en janvier et moins exposé en juillet.

Article connexe : Effets de l'angle d'inclinaison du soleil sur le climat (en).
- Les solstices et les équinoxes ne tombent pas forcément sur le 21 du mois en question[123]. En effet, l'orbite terrestre étant elliptique, la vitesse de la terre dépend donc de sa position. En conséquence, les saisons ont une durée inégale. Ainsi, la nouvelle saison peut commencer un 19, 20, 21, 22, 23 ou 24.
- Les météorites ne sont pas nécessairement brûlantes lorsqu'elles atteignent la surface terrestre. En fait, beaucoup de météorites sont retrouvées recouvertes de givre[124] alors que d'autres sont chaudes[125],[126]. Cela est dû au fait qu'une météorite, ayant voyagé dans l'espace, est extrêmement froide. L'échauffement dû à l'entrée dans l’atmosphère n'affecte que quelques millimètres de la surface sur les météorites composées de pierre et jusqu'à un centimètre sur celles composées de métal. De plus, la résistance de l'air peut ralentir les météorites jusqu'à leur vitesse finale avant qu'elles ne touchent le sol, leur donnant le temps de refroidir.
- Les trous noirs n’aspirent pas nécessairement toute la matière présente dans leur voisinage[127],[128]. Si, par exemple, le Soleil était remplacé par un trou noir de masse égale, les orbites des planètes n’en seraient pas affectées[129].
- La face cachée de la Lune et sa face visible reçoivent en moyenne autant de lumière du Soleil l'une que l'autre. La face non-éclairée (qui est l'hémisphère qui n'est pas illuminé par le Soleil) ne correspond à la face cachée que lors d'une pleine lune.
- Les différentes phases de la lune n’ont d’influence ni sur le comportement ou le métabolisme humain (tels que les insomnies, la repousse des cheveux, les accouchements, l’énervement, les crises d’épilepsie, etc.[130]), ni sur la pousse des légumes. Une étude[131] a néanmoins observé un effet sur la qualité du sommeil avec une chute de 30 % de l'activité cérébrale relative au sommeil profond les soirs de pleine lune, un endormissement plus tardif et un réveil plus précoce, mais cette étude a ensuite été remise en cause par une autre étude[132] plus récente des chercheurs de l'Institut Max Planck.
Le fait que les marées soient provoquées par la lune a amené certaines personnes à croire que son effet se généralise à tout corps contenant de l’eau ; or, son effet gravitationnel n’est effectif que sur les grandes étendues de matière à l'état liquide, et pas nécessairement l’eau. De plus, le fait qu’elle soit plus ou moins éclairée par le soleil n’a pas d’effet sur son pouvoir d’attraction[133]. 
Néanmoins, il est vrai qu’à l’époque précédant l’éclairage électrique, la forte luminosité de la pleine lune pouvait perturber le sommeil[134].
- La cause première du dégagement de chaleur engendré lors de la rentrée atmosphérique d'un vaisseau spatial n'est pas la friction mais la compression adiabatique de l'air devant le vaisseau[135],[136].
- La planète qui se trouve le plus souvent le plus près de la Terre n'est pas Vénus mais Mercure[137]. Cette propriété est en fait vraie pour toutes les autres planètes du système solaire ainsi que pour Pluton[137].

### Mathématiques
- Le théorème de Pythagore n'est pas dû à Pythagore ni le théorème de Thalès à Thalès : ces deux théorèmes étaient déjà connus avant eux. Cette erreur d'attribution est d’ailleurs un cas particulier de la loi de Stigler.
- Les chiffres dits arabes ne sont pas d'origine arabe mais indienne. On les appelle « arabes » car ce sont les Arabes (par l'intermédiaire de l'œuvre de Al-Khwârizmî) qui ont fait connaître aux Européens le principe de la notation positionnelle.

### Physique
- Les grandes étendues d'eau telles que les océans ne doivent pas leur couleur bleue à la réflexion du ciel sur leur surface. La réflexion de la lumière sur la surface de l'eau ne contribue significativement à sa couleur que lorsque la surface est extrêmement calme, ressemble à un miroir et que l'angle d'incidence est élevé. Dans ces circonstances, la réflectivité de l'eau augmente rapidement, telle que décrite par les coefficients de Fresnel. Bien que les petites quantités d'eau apparaissent incolores à l’œil humain, l'eau pure a une couleur légèrement bleutée qui devient de plus en plus prononcée à mesure que l'épaisseur d'eau observée augmente. Cette teinte bleue est une propriété intrinsèque et résulte des phénomènes d'absorption et de dispersion de la lumière blanche dans l'eau. L'eau absorbe les parties rouge et jaune du spectre lumineux et renvoie le bleu. La turbidité peut également influer sur la couleur perçue de l'eau[138],[139]. D'autre part la couleur de l'eau varie avec ses composants (boues (marron), algues (verte), elle est même noire dans certains fjords au Sud-Ouest de la Norvège, comme à Bergen).
- Le sens de rotation de l'écoulement de l'eau dans un lavabo qui se vide n'est pas dû à la force de Coriolis. De ce fait les tourbillons ne tournent pas dans le sens des aiguilles d’une montre dans l’hémisphère sud et dans le sens opposé dans l’hémisphère nord. Comme l'ont montré Arsher Shapiro et Lloyd N. Trefethen[140], pour percevoir une telle influence, il est nécessaire d'observer une masse d'eau stabilisée dans un très grand bassin circulaire, d'un diamètre de l'ordre d'au moins plusieurs dizaines de kilomètres pour un effet en centimètres. Dans le siphon d'un lavabo, le sens de rotation de l'eau est dû à la géométrie du lavabo et aux micro-courants d'eau créés lors de son remplissage, ou lors d'une agitation de l'eau.
- La théorie du Big Bang ne fournit pas une explication des origines de l’univers, mais explique le début de son évolution[141].
- Avoir de petits objets en métal sur soi lorsqu'on est pris dans un orage n'attire pas la foudre[142].
- Les nuages ne sont pas constitués de vapeur d'eau, mais de minuscules gouttelettes d'eau liquide (ou de cristaux de glace) en suspension dans l'air. La confusion vient du fait qu'ils sont formés à partir de la vapeur d'eau provenant des océans, mais la vapeur d'eau se condense en eau liquide pour former les nuages. D'ailleurs la vapeur d'eau est invisible, alors que les nuages sont blancs (cela est dû à la diffusion de la lumière dans toutes les directions par les gouttelettes d'eau). Voir aussi : Physique des nuages.
- Le manteau terrestre n'est pas constitué de magma en fusion mais de roche solide. En effet, malgré les températures élevées auxquelles elles sont soumises, la pression élevée qui y règne empêche les roches de fondre.

### Science des matériaux
- Le verre n'est pas un liquide à haute viscosité à température ambiante. Les verres silico-sodo-calciques (comme le verre à vitre standard) ne peuvent pas « couler » aux échelles de temps humaines[143],[144]. Le verre est généralement obtenu par trempe d'un liquide surfondu, et au-dessous de sa température de transition vitreuse (Tg), son temps de relaxation (ratio entre sa viscosité et son module d'élasticité en cisaillement) commence à dépasser l'échelle humaine (il est de 100 secondes à la transition)[145]. Ainsi d’après Daniel Bonn, du Laboratoire de physique statistique de l’ENS, si les vitraux des cathédrales, ou les glaces de la Galerie des Glaces au château de Versailles sont plus épaisses à la base qu’à leur sommet, c’est du fait du procédé de fabrication utilisé, la partie la plus épaisse étant disposée vers le bas pour des raisons de stabilité[146],[147]. Cependant, les verres à faible température de transition vitreuse (Tg), comme le sélénium amorphe (Tg=42 °C)[148] ont encore la faculté de s'écouler à température ambiante à l'échelle de quelques mois ou quelques années. Si la description du verre comme un liquide extraordinairement visqueux n’est pas complètement infondée, elle reste très discutable[149].

### Zoologie

#### Vertébrés
- Il n'y a pas d'« alpha » ou mâle dominant dans une meute de loups. L'étude qui a engendré cette vision erronée se basait sur des groupes de loups en captivité qui n'étaient pas liés. Dans la nature, les meutes de loups fonctionnent de manière similaire aux familles humaines : il n'y a pas de position clairement définie et les parents s'occupent des jeunes jusqu'à ce que ceux-ci puissent fonder leur propre famille ; il n'y a donc pas de jeune loup qui doive renverser l'alpha : les combats pour la domination sociale sont occasionnels[150],[151].
- La couleur rouge ne rend pas les taureaux agressifs. Les taureaux sont dichromates, leur vision se limite au bleu et vert, donc le rouge ne ressort pas. Ce n'est pas la couleur de la cape des matadors qui les incite à charger mais le mouvement de la cape qui est perçu comme une menace. Le rouge aurait été choisi pour que les traces de sang passent inaperçues[152].
- La mémoire des poissons rouges n'est pas limitée à quelques secondes, plusieurs études l'ont prouvé depuis 1994[153],[154]. Le poisson rouge aurait une mémoire d'approximativement trois mois et serait sensible aux couleurs et aux sons[155],[156],[157].
- Les lemmings ne se suicident pas en masse lors des migrations. Il est vrai cependant que des lemmings tombent des falaises ou dans des étangs simplement à cause de bousculades dues à leur grand nombre. Ce mythe a été entretenu et popularisé par l'intermédiaire du documentaire Le Désert de l'Arctique (White Wilderness) de Walt Disney montrant des lemmings se jetant du haut de falaises. Les réalisateurs avaient en fait poussé quelques lemmings vers des falaises surplombant une rivière tout en les filmant sous différents angles[158]. Cependant, l'origine de ce mythe remonte au moins au XIXe siècle[159].
- Les requins ne sont pas immunisés contre le cancer, la présence de carcinomes a déjà été constatée[160],[161],[162]. Le mythe selon lequel les requins seraient immunisés contre le cancer a été popularisé par le livre Sharks Don't Get Cancer de I. William Lane en 1992 et utilisé pour vendre des extraits de cartilage de requin en tant que traitement préventif contre le cancer.
- Les chauves-souris ne sont pas aveugles. Bien que la plupart des espèces de chauves-souris utilisent l'écholocalisation pour se déplacer et chasser, toutes les espèces ont des yeux et disposent du sens de la vue. De plus certaines espèces ne sont pas capables d'écholocalisation et ont une vue parfaitement adaptée aux conditions nocturnes (Mégachiroptères vs Microchiroptères)[163],[164],[165].
- Les autruches n'enfouissent pas leur tête dans le sable pour se cacher des prédateurs[166] — elles rapprochent leur tête du sol en temps de forte chaleur. Cette idée reçue a traversé les époques, déjà au Ier siècle après Jésus-Christ, Pline l’Ancien écrivait : « Les autruches sont les animaux les plus stupides du monde. Elles croient se rendre invisibles en plongeant la tête dans le sable ».
- Les caméléons et les polychrotidae changent de couleur principalement pour réguler leur température ou comme une forme de communication et non pour se camoufler[167]. Cependant, certaines espèces comme le Bradypodion taeniabronchum utilisent cette capacité pour se camoufler de manière efficace.
- Le pingouin est un oiseau capable de voler et vit dans l'hémisphère nord. Il est souvent confondu avec le manchot, qui vit dans l’hémisphère sud et ne vole pas. Une raison de cette confusion est la ressemblance des manchots avec la plus grande des deux espèces de pingouin, le grand pingouin, qui s'est éteinte au milieu du XIXe siècle. Une autre source d’erreur est la parenté étymologique entre le mot français pingouin et celui désignant les manchots dans les principales langues européennes comme penguin en anglais, pinguïn en néerlandais, pingüino en espagnol, Pinguin en allemand, pinguino en italien, пингвин (pingvin) en russe, ou encore pinguim en portugais.
- Les chats ne peuvent pas voir dans le noir total.

Bien que le chat ait une vue bien meilleure que l'homme dans l'obscurité, il ne peut pas voir dans le noir total (l'absence de lumière). En revanche, dans l'obscurité totale, certains autres de ses sens prennent le relais : son ouïe qui est très fine et ses vibrisses, très sensibles au toucher, aux courants d'air et aux vibrations.
- Un chat retombe toujours sur ses pattes.

Les chats possèdent bien le réflexe du redressement pour retomber sur leurs pattes mais à condition de tomber depuis une hauteur minimale d'1 mètre 50 centimètres ; un chat chutant de plus de 4 mètres risque de se blesser gravement. Le réflexe du redressement est également présent chez la panthère, le jaguar et le caracal.
- Toucher un oisillon ne va pas repousser sa mère. L'idée reçue est que toucher un oisillon l'imbiberait de l'odeur humaine et repousserait sa mère, qui ne pourrait donc plus le reconnaître, l'abandonnant et le faisant mourir de faim.

La plupart des oiseaux ont un sens olfactif peu développé. Certains peuvent détecter des odeurs spécifiques, comme les urubus à tête rouge qui sont attirés par l’odeur du méthanethiol dégagé par les matières organiques en décomposition ou les strunidés, qui détectent les composés insecticides dans la végétation, qu’ils utilisent pour défendre leurs nids contre les insectes. Aucun oiseau n’a un odorat qui réagisse à l’odeur humaine au point que la présence d’odeur humaine sur leurs petits (sans modification du nid) cause leur abandon.
Modifier la disposition du nid est une autre histoire. Enfin, il est souvent déconseillé de toucher à mains nues un oisillon ou un oiseau, mort ou vivant, pour des raisons sanitaires et non, dans le cas d'un oisillon, pour un risque hypothétique de rejet par la mère.
- Les éléphants en fin de vie ne cherchent pas à rejoindre un lieu précis pour mourir. Les cimetières d'éléphants sont un mythe apparu au XIXe siècle. Les éléphants âgés perdent leurs dents et ne peuvent donc se nourrir que de plantes moins coriaces que leur menu habituel, plus rares dans leur habitat naturel. Les éléphants mourants se retrouvent donc en général dans les mêmes zones, puisque la végétation leur est adaptée, d'où l'impression d'un regroupement en cimetière.
- Toucher un crapaud ne provoque pas une apparition de verrues sur la peau[173].
- Donner des grains de riz aux oiseaux ne les tue pas[174]. L'idée reçue est que les grains de riz, en se dilatant à l'intérieur de leur corps, les feraient exploser.
- Lécher une grenouille ne peut pas permettre de se droguer. L'idée que ça puisse être une drogue est reprise dans diverses séries télévisées telles que Les Simpson (épisode Missionnaire impossible), Le Diable et moi (épisode Le Sacrifice), Skins (épisode Abbud).

Il existe effectivement une espèce de crapaud (le Incilius alvarius) dont les sécrétions contiennent de la bufoténine, molécule psychotrope hallucinogène proche du diméthyltryptamine (DMT). Cependant, cette drogue n'est pas consommée en léchant le crapaud, mais en le forçant à sécréter sa toxine puis en fumant la substance une fois séchée.

#### Invertébrés
- Idées reçues sur les moustiques[175] :
  - La citronnelle n'est pas considérée comme efficace pour faire fuir les moustiques. Les moustiques utilisent principalement le CO2 dégagé par la peau et la respiration ainsi que certaines odeurs corporelles pour repérer leur proie. Les molécules reconnues efficaces sont le DEET, l’IR3535, la Picaridine et le PMDRBO[176].
  - Éteindre les lampes d'une pièce ne diminue pas les chances de se faire piquer par un moustique. Les moustiques ne sont pas attirés par la lumière mais par d'autres facteurs, comme le CO2 émis par la respiration ; d'ailleurs, leur vue est très peu performante[177]. Cette idée peut provenir de l'observation d'autres insectes nocturnes, qui s'orientent grâce à la Lune et confondent celle-ci avec les lumières artificielles[175].
- Idées reçues sur les abeilles[178] :
  - Les abeilles ne vivent pas toutes dans une colonie commandée par une reine. La majorité des abeilles sont solitaires. Seules quelques familles d’abeille, comme l’abeille mellifère ou le bourdon, vivent en colonie, mais celle-ci n’est pas dirigée par une « reine » à proprement parler. La position centrale de cette dernière est due au fait qu’elle en est le seul membre fertile et qu’elle est donc protégée[178].
  - Toutes les abeilles ne produisent du miel. Seules neuf espèces en produisent, dont une en Europe. Les abeilles dites solitaires, elles, ne rentrent pas à la ruche pour régurgiter le nectar. Elles se contentent de butiner le nectar des fleurs et de le mélanger au pollen afin de nourrir des abeilles plus jeunes[178].
  - Multiplier les ruches n’est pas une bonne solution pour préserver les abeilles. En effet, le fait de privilégier une famille particulière d’abeilles, l’Apis mellifera qui produit du miel, risque de fragiliser d’autres butineurs qui se nourrissent des mêmes ressources florales. En revanche, planter des végétaux nectarifères ou limiter la tonte des pelouses sont des actions bénéfiques pour la biodiversité[178].
- Les mécanismes et l'aérodynamique du vol des bourdons ainsi que celui des autres insectes sont parfaitement connus, malgré l'idée reçue selon laquelle des calculs montrent que les bourdons ne devraient pas pouvoir voler. Dans les années 1930, l'entomologiste français Antoine Magnan déclare effectivement dans son livre Le Vol des Insectes qu'en théorie les bourdons ne devraient pas pouvoir voler[179],[180]. Plus tard Magnan réalise son erreur et se rétracte. Cependant son hypothèse se généralise au point de devenir l'idée reçue selon laquelle « les scientifiques pensent que les bourdons ne peuvent pas voler »[181].
- Si on coupe un ver de terre en deux, les deux morceaux ne repoussent pas pour donner deux vers de terre[182].

Une seule partie peut éventuellement survivre, selon la position de la coupure par rapport aux organes vitaux qui sont la tête et les organes sexuels ; dans ce cas il reconstitue en partie les anneaux manquants.
- L'âge d'une coccinelle ne se compte pas à partir du nombre de ses points[184].

Le nombre de points diffère en fait selon l'espèce de la coccinelle.

#### Plantes
- Les tournesols en fleur ne suivent pas le mouvement du soleil au cours de la journée[185] ; ce sont les feuilles qui s’orientent, seulement avant la floraison. Ce phénomène disparaît ensuite et la fleur demeure définitivement dirigée vers l’est[186].
- Dormir avec des plantes vertes dans la chambre n'est ni mortel ni dangereux[187]. La respiration végétale produit trop peu de dioxyde de carbone pour vicier l'air. Un autre être humain présent dans la pièce rejette bien davantage de CO2[188].

## Sport
- En football, un drapeau de corner ne doit pas forcément être rectangulaire[189], et il y a des exceptions.

## Technologie

### Sécurité routière
- Conduite des seniors : « la classe d’âge des 18-24 ans, tout comme celle des 75 ans et plus, est responsable à 80 % de la mortalité au volant, dire que les seniors sont plus dangereux sur les routes est donc une idée reçue ». « L’âge n’est pas le facteur aggravant dans la responsabilité des accidents mortels »[190].

### Télécommunications
- Mettre son téléphone mobile dans un tas de riz, après qu'il est tombé à l'eau, est fortement déconseillé. Cela ne permet pas de sauver l'appareil. Au contraire, de petites particules peuvent s'y introduire et l'endommager, voire provoquer son arrêt complet[191],[192].

### Informatique
- Les ordinateurs Apple Macintosh et iPhones ne sont pas à l'abri des logiciels malveillants[193],[194],[195],[196]. Bien que cela soit moins fréquent, ils peuvent également être infectés[197]. Cela est dû au fait que le système d'exploitation Mac (macOS) représente une part d'utilisateurs bien moindre dans la répartition mondiale des parts de marché que Windows ; il a donc tendance à être moins visé[198].

### Nucléaire civil
- Il est faux de dire que les centrales nucléaires contribuent au réchauffement climatique et émettent beaucoup de CO2[199]. En réalité d'après le GIEC, pour une production d'une quantité d'électricité donnée, le nucléaire émet 68 fois moins de CO2 que le charbon, 40 fois moins que le gaz et même, dans certains cas, moins que l'énergie solaire photovoltaïque[200].
- Il est faux de dire que la « fumée blanche » qui sort des tours de refroidissement des centrales nucléaires est toxique ou radioactive. En effet, il s'agit uniquement de la vapeur d'eau issue du circuit de refroidissement secondaire qui n'est pas en contact direct avec le combustible radioactif[201],[202].
- Il est faux de dire que produire de l'électricité avec une centrale nucléaire est plus dangereux que de la produire avec une centrale à charbon, à gaz ou à bois ; une étude basée sur les données de l'OMS et qui inclut l'accident de Fukushima nous donne (toujours par TWh produit) :

| Énergie                  | Décès provoqués par TWh produit |
| ------------------------ | ------------------------------- |
| Charbon                  | 100                             |
| Pétrole                  | 36                              |
| Biomasse et biocarburant | 24                              |
| Gaz                      | 4                               |
| Hydroélectricité         | 1,4                             |
| Solaire (sur toit)       | 0,44                            |
| Éolien                   | 0,15                            |
| Nucléaire                | 0,04                            |
Selon cette étude, le charbon est 2 500 fois « plus dangereux » que le nucléaire, le gaz 100 fois, l'hydroélectricité 35 fois, le solaire sur toit 11 fois et l'éolien 3,75 fois.
- Il est faux de dire que l'énergie nucléaire ne sert qu'à produire de l'électricité ou à l’armement ; l'énergie nucléaire sert aussi en cogénération à la production de chaleur urbaine, au dessalement de l'eau de mer et à l'industrie[205]. Par ailleurs, l'énergie nucléaire est utilisée dans la propulsion nucléaire navale.
- Il est faux de dire que l'énergie nucléaire est une énergie fossile. En effet, le terme d'« énergie fossile » se rapporte à une forme particulière d'énergie chimique, produite à partir de combustibles riches en carbone et issus de la lente décomposition de matières organiques comme le charbon, le gaz et le pétrole[206].
- Il est faux de dire que l'énergie nucléaire est une énergie renouvelable car les ressources en uranium, utilisées pour produire l'énergie, ne sont pas illimitées et ne se renouvellent pas.